# Спуск полос
Спуск полос — процесс размещения полос издания на монтаже и печатной форме, обеспечивающий после фальцовки и резки оттисков требуемое чередование страниц в тетрадях либо при печати изделий малого формата (например, визиток) на бумаге и печатной машине большого формата (А3, А2…) — размещение необходимого количества изделий в требуемой пропорции.
Операции по спуску полос входят в обязанность предпечатников (PrePress).

## Техника подготовки печатных страниц
На картинке показан процесс подготовки к печати 16-страничной тетради. На одной странице печатного листа расположены восемь страниц будущей тетрадки, и соответствующие им восемь страниц размещены с обратной стороны. После печати получившийся лист сгибают пополам вертикально, так что страница 2 оказывается напротив страницы 3. Затем лист сгибают горизонтально, так что 4 оказывается напротив страницы 5. Завершает процесс третий сгиб, когда девятая страница оказывается напротив восьмой. Конечный результат сгибания и разрезания показан на нижней картинке.

## Программный спуск полос
В настоящее время спуск полос можно осуществлять как из программ компьютерной вёрстки, так и при помощи отдельных специализированных программ.
Распространённые программы вёрстки, такие как Adobe PageMaker, QuarkXPress, Adobe InDesign имеют модули спуска полос собственной или сторонней разработки. Также для спуска полос используются специализированные программы, например: Inposition (DK&A), Imposition Publisher (Farrukh Systems), Presswise (Luminous), Strip It (One Vision), Preps (Kodak, ранее Creo, до этого ScenicSoft), Prinect Signa Station (Heidelberger) и Impostrip (Ultimate). Если макет предоставлен в формате pdf — спуск полос можно осуществить в программе Adobe Acrobat при помощи плагина Quite Imposing Plus или при помощи свободного пакета impose+
Современные технологии используют комплексный подход к подготовке издания. Частью такого комплекса является спуск полос с учетом технологических особенностей полиграфического производства. Новатором в этом выступила компания Fujifilm, разработав систему XMF, позволяющую визуализировать компьютерную, объемную модель спуска.
Спусковая полоса — в книжном деле первая полоса главы, части или раздела издания, выполненная с отступом в верхней части по сравнению с полосами основного текста.